# Marcel Pfeuti
Marcel Pfeuti (Ginevra, 7 novembre 1913 – Sion, 6 maggio 2007) è stato un arbitro di pallacanestro svizzero, membro del FIBA Hall of Fame dal 2009.

## Carriera
Ha iniziato la carriera arbitrale all'età di 16 anni, e nel 1933 è divenuto il primo arbitro internazionale della storia della pallacanestro. Fino al 1970 ha diretto oltre 350 incontri internazionali.
Ha arbitrato ai Giochi della XI Olimpiade e della XIV Olimpiade, ai Mondiali 1950 (presente nella finale Stati Uniti-Argentina), in cinque edizioni degli Europei.